# هوایوبی
هوایوبی (به انگلیسی: Hwayobi) (زاده ۱۱ فوریه ۱۹۸۲) خواننده و بازیگر اهل کره جنوبی است.